# Поваренкино
Поваренкино — село в Тюхтетском районе Красноярского края России. Административный центр Поваренкинского сельсовета. Находится на левом берегу реки Аргудат (приток реки Четь), примерно в 61 км (по прямой) к северо-северо-западу (NNW) от районного центра, села Тюхтет, на высоте 155 метров над уровнем моря.

## Население
| 2010 |
| ---- |
| 281  |

Гендерный состав
По данным Всероссийской переписи населения 2010 года 128 мужчин и 153 женщины из 281 чел.
Национальный состав
Согласно результатам переписи 2002 года, в национальной структуре населения русские составляли 97 %.

## Улицы
Уличная сеть села состоит из 3 улиц: ул. Сибирская, ул. Таежная, ул. Юности.